# الدوري النرويجي الممتاز 1982
الدوري النرويجي الممتاز 1982 (بالنرويجية: 1. divisjon fotball for menn 1982)‏ هو موسم من الدوري النرويجي الممتاز. الذي يشرف على تنظيمه اتحاد النرويج لكرة القدم، وكان عدد الأندية المشاركة فيه  12، وفاز فيه نادي فيكينغ.